# Dolmen di Prunaiola
Il dolmen di Prunaiola è un monumento archeologico funerario situato su un piccolo pianoro in territorio di Torralba, nella Sardegna nord-occidentale. È ubicato poco distante della strada statale 131 Carlo Felice e nelle immediate vicinanze della tomba dei giganti di Cabu Abbas e di due domus de janas, in un'area ricca di testimonianze archeologiche che documentano la continuità dell'insediamento umano fin dalla preistoria.

## Descrizione
Realizzato in blocchi di trachite con funzione di sepoltura collettiva e, insieme, di luogo di culto è un classico esempio della cultura del megalitismo che ha caratterizzato l'Europa, e l'Isola in particolare, durante l'età del rame (III millennio a.C.). Il dolmen è eseguito secondo il sistema trilitico (dal greco tri, tre, e lithos, pietra) - il più antico schema architettonico conosciuto - caratterizzato da elementi portanti disposti in verticale che ne sorreggono degli altri poggiati di piatto.
 
Allo stato attuale il sepolcro conserva il grosso lastrone di copertura che risulta posizionato su due affioramenti rocciosi. 
In prossimità del dolmen venne ritrovata una statuina femminile in argilla di 3,15 x 2,2 cm di altezza conservata al Museo nazionale archeologico ed etnografico G. A. Sanna di Sassari. 
Il monumento può essere ascritto alla cultura di Ozieri, nel Neolitico recente (3500/3300-2900 a.C.).

## Galleria d'immagini

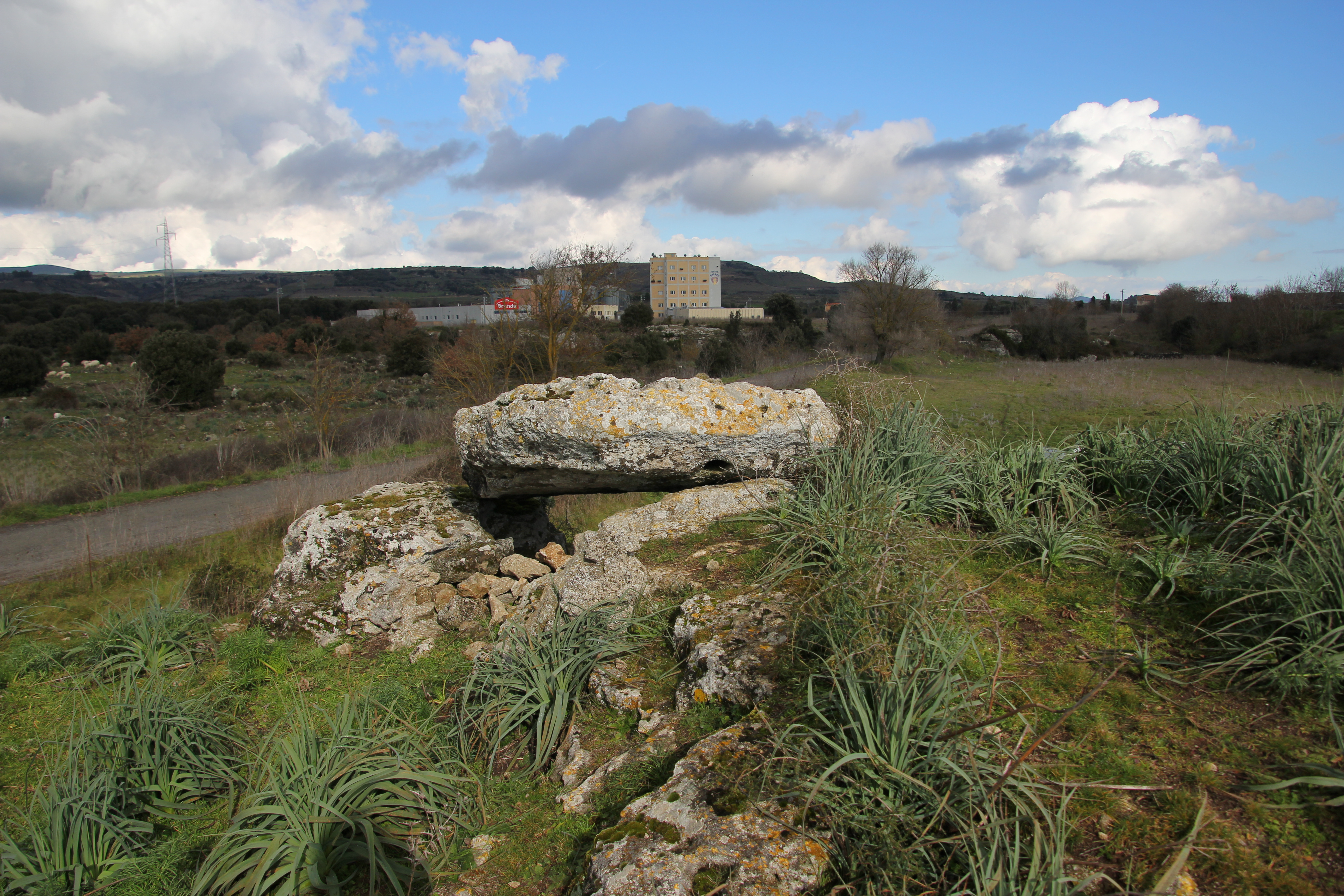
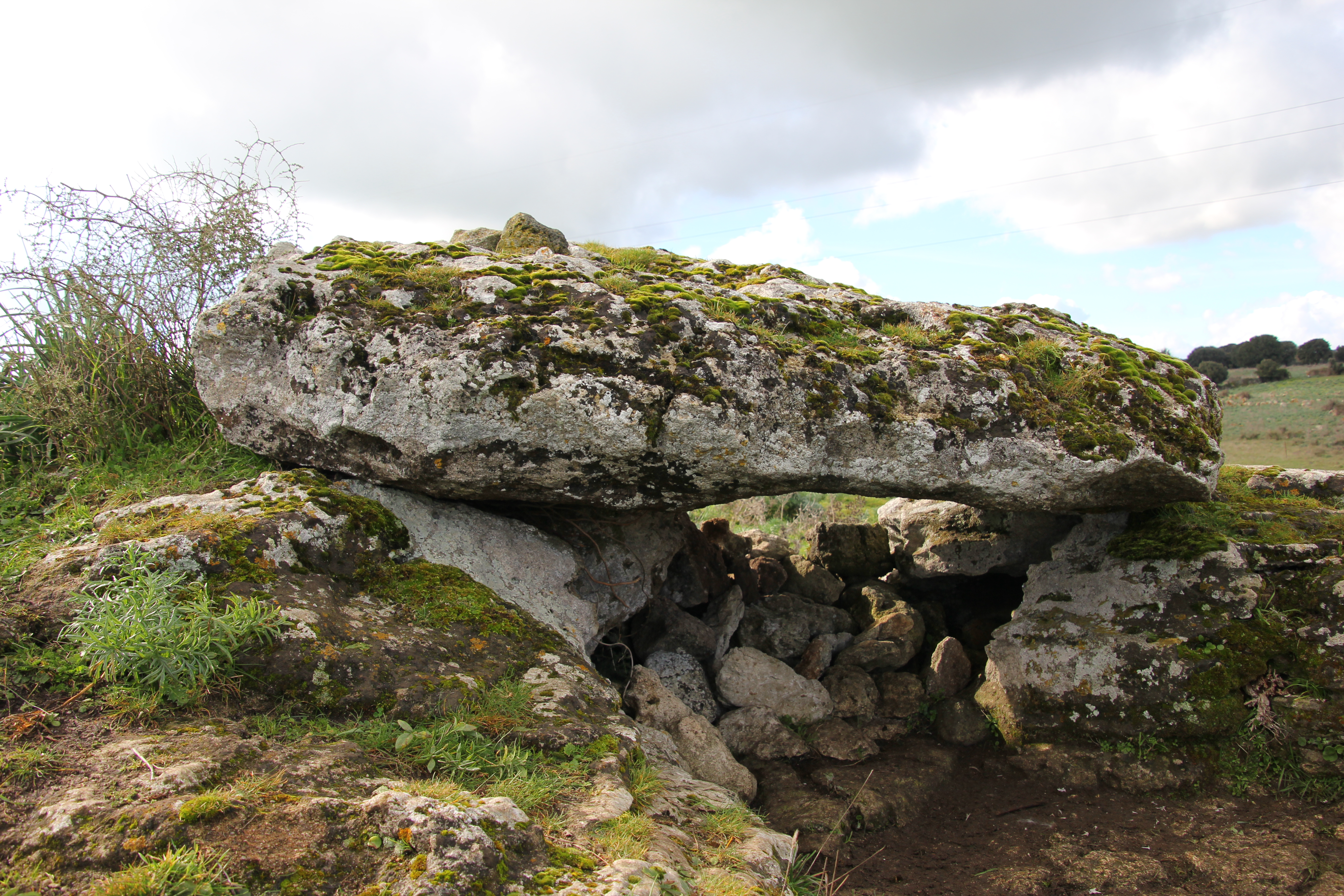
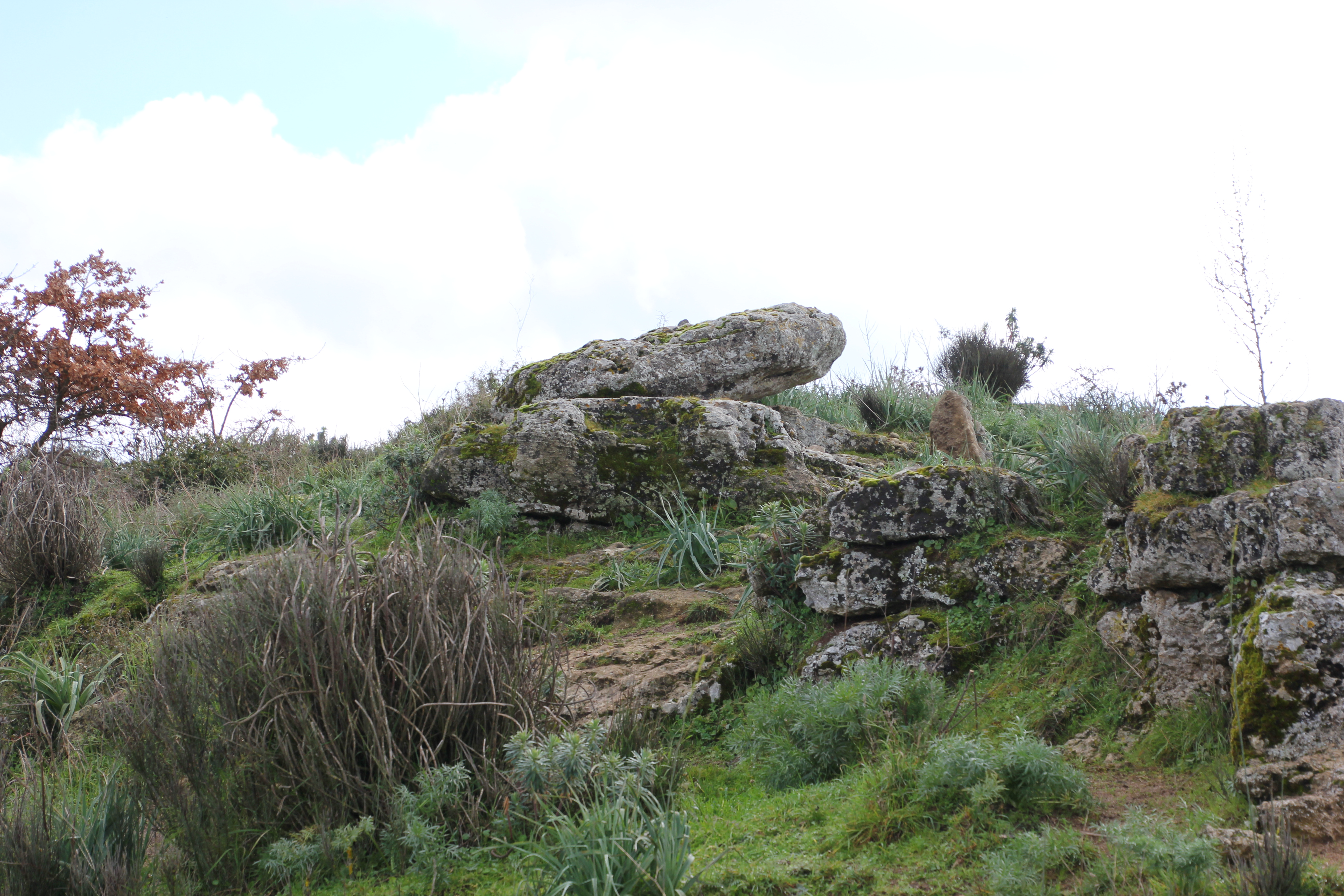